# Kevin Ollie
Kevin Ollie, né le 27 décembre 1972 à Dallas au Texas, est un joueur et entraîneur américain de basket-ball. Pendant sa carrière de joueur, il évolue aux postes de meneur et d'arrière.

## Biographie
En juin 2023, Ollie rejoint les Nets de Brooklyn, en NBA, comme entraîneur adjoint.
En février 2024, l'entraîneur Jacque Vaughn est licencié après que les Nets aient perdu 18 de leurs dernières 24 rencontres. Il est remplacé par Kevin Ollie à titre intérimaire,,.

## Palmarès

### Joueur
- All-USBL Second Team 1996, 1997

### Entraîneur
- Champion NCAA 2014